# 4976 Choukyongchol
4976 Choukyongchol је астероид главног астероидног појаса чија средња удаљеност од Сунца износи 3,023 астрономских јединица (АЈ).
Апсолутна магнитуда астероида је 11,3.